# 1582 a tudományban
Az 1582. év a tudományban és a technikában.

## Események
- október 4. Gergely-naptár bevezetése.
- Würzburgi egyetem alapítása. (Julius-Miksa Egyetem)

## Születések
- John Bainbridge csillagász (1643)
- William Lithgow, skót felfedező (1645)

## Halálozások
- Jacques Peletier du Mans matematikus és humanista költő (* 1517)
- William Bourne matematikus (* 1535)